# RollerCoaster Tycoon (serie)
RollerCoaster Tycoon es una serie de juegos construcción y gestión de parques de atracciones. Fue creada por Chris Sawyer, con ayuda del artista Simon Foster y el compositor Allister Brimble. Ha sido publicada por Hasbro Interactive y Atari. El primer juego de la serie fue RollerCoaster Tycoon en 1999 y el último RollerCoaster Tycoon World en 2016.

## Juegos

### RollerCoaster Tycoon
Fue el primer videojuego de la serie, lanzado a la venta en 1999. Tuvo dos expansiones; CorkScrew Follies (también conocido como Added Atractions) en 1999 y Loopy Landscapes en el 2000.
Además tuvo dos recopilaciones:
- RollerCoaster Tycoon: Gold (también conocido como Totally RollerCoaster) (2002); Incluye juego original con todas sus expansiones.
- RollerCoaster Tycoon: Deluxe (2003); Incluye juego original con todas sus expansiones, además de las nuevas atracciones.

### RollerCoaster Tycoon 2
Fue el segundo juego, lanzado en 2002 y se convirtió en el juego de PC más vendido de aquel año. Además de una profunda reestructuración interna, RCT 2 incluía un editor de escenarios y un editor de objetos. El juego salió bajo la licencia de Six Flags, una franquicia estadounidense de parques temáticos. Una de las nuevas atracciones que incluía, es la Montaña rusa 4ª dimensión.
Hubo dos expansiones para esta secuela: Wacky Worlds (publicada el 8 de mayo de 2003) y Time Twister (22 de octubre de 2003). Ambas incluían nuevos elementos, escenarios y atracciones.
Además también hubo dos recopilaciones:
- RollerCoaster Tycoon 2: Combo Park Pack (2003); Incluye juego original y la expansión Wacky Worlds expansion.
- RollerCoaster Tycoon 2: Triple Thrill Pack (2004); Incluye juego original con todas sus expansiones.

### RollerCoaster Tycoon 3
Es la tercera parte y fue publicada en noviembre de 2004. Supuso un cambio radical del juego, al pasar de las 2D al 3D. La principal consecuencia de esto es poder probar las atracciones en una vista en primera persona, algo muy solicitado por los aficionados a esta serie. El cambio de tecnología supuso también la adición de efectos de luces, alternándose la noche y el día. También se introdujo mucha más variedad en los visitantes del parque, los cuales en las versiones anteriores sólo cambiaban de color de camiseta y pantalón.
Fue desarrollado por Frontier Developments, y el autor original de la serie, Chris Sawyer, estuvo implicado en su programación. La primera versión de esta tercera parte tuvo numerosos problemas en cuanto a bugs, por lo que varios parches fueron publicados más tarde.
Existen otras dos expansiones: Soaked! en inglés y ¡Empapados! en español (publicada el 21 de junio de 2005), que incluía todo tipo de elementos y atracciones relacionadas con los parques acuáticos, así como algunas mejoras de la interfaz, y Wild! en inglés y ¡Salvaje! en español, publicada en noviembre de 2005, muy seguidamente de ¡Empapados!, esta última expansión incluye gran cantidad de atracciones nuevas, y muchas otras novedades, como poder crear un zoológico en tu parque. Además también hubom dos recopilaciones:
- RollerCoaster Tycoon 3: Gold (2005); Incluye juego original y la expansión Soaked!
- RollerCoaster Tycoon 3: Platinum (también conocido como RollerCoaster Tycoon 3 Deluxe Edition) (2006); Incluye juego original con todas sus expansiones.

En 2015 fue puesta en venta el mismo juego para iOS siendo un juego de un solo pago, y no un juego con compras dentro de la aplicación.

### RollerCoaster Tycoon 3D
Desarrollado por N-Space y distribuido por Atari es la primera versión portátil de este juego y es exclusivo para Nintendo 3DS. Fue criticado por las limitaciones del recorrido de las montañas rusas, y también del poco tamaño del mapa donde se puede jugar. aunque esta fecha de lanzamiento fue perdida y luego reprogramada para el 22 de mayo de 2012; sin embargo, el juego no fue lanzado ese día tampoco. Tal vez porque los de N-Space dijeron que el juego había sido suspendido por el momento.

### RollerCoaster Tycoon 4 Mobile
Fue desarrollado por On 5 Games y está disponible para IOS y Android. El juego ha sido duramente criticado por los fanes de la saga y numerosas páginas web por usar el sistema de micro-transacciones y por no ser el juego que se esperaba después de mucho tiempo.

### RollerCoaster Tycoon World
Fue anunciado en el mes de agosto de 2015 y será exclusivo para PC. Ya ha cambiado dos veces de desarrolladora, y NVIZZIO Creations se está encargando del desarrollo actual. Como novedad ofrece un modo cooperativo e incluirá diversas mejoras. El juego originalmente fue anunciado para debutar en PC a principios de 2015, pero constantes problemas de desarrollo llevaron atrasar el juego hasta la fecha de 10 de diciembre de 2015. Tras la liberación de una versión de pruebas para las personas que habían pre-ordenado el juego, la versión final se atrasó a inicios de 2016, ya que los que probaron el juego se encontraron con que faltaban muchas características y que había muchos errores. Como mejoras de último momento, destacan las de un editor de montañas rusas "pieza por pieza" alternativo al que ya estaba, ya que el sistema desarrollado por NVIZZIO no era tan intuitivo como parecía. Otra característica es la mejora de la grilla: la eliminación de ésta para dar paso a la ubicación libre de cualquier objeto causó varios dolores de cabeza, ya que la nueva grilla, que desde ahora sólo sirve para guiarse y crear algo completamente a medida, no era demasiado útil.
Finalmente se anunció que el juego saldría a la venta en 2016, aunque no se dio una fecha exacta. El 30 de marzo de 2016 fue publicado un acesso anticipado del juego.